# Atletica leggera ai Giochi della XXVII Olimpiade - 3000 metri siepi

Video della Finale

I 3000 metri siepi hanno fatto parte del programma di atletica leggera maschile ai Giochi della XXVII Olimpiade. La competizione si è svolta nei giorni 27-29 settembre 2000 allo Stadio Olimpico di Sydney.

## Presenze ed assenze dei campioni in carica
| Competizione         | Atleta             | Prestazione | Sydney 2000 |
| -------------------- | ------------------ | ----------- | ----------- |
| Olimpiadi 1996       | Joseph Keter       | 8'07"12     | Rit. 1998   |
| Commonwealth 1998    | John Kosgei        | 8'15”34     | Non qual.   |
| Goodwill Games 1998  | Bernard Barmasai   | 8'14”26     | Assente     |
| Europei 1998         | Damian Kallabis    | 8'13”10     | Presente    |
| Coppa del mondo 1998 | Damian Kallabis    | 8'31”25     | Presente    |
| Africani 1999        | Kipkurui Misoi     | 8'32”42     | Non qual.   |
| Mondiali 1999        | Christopher Koskei | 8'11"76     | Non qual.   |
|                      |                    |             |             |
| Mondiali junior 1996 | Julius Chelule     | 8'33”09     | Non selez.  |

## La gara
Ci si attende uno scontro Kenya-Marocco.

Gara tattica. Alla campanella il gruppo è ancora compatto.

Si lancia all'ultimo giro Wilson Boit Kipketer; il connazionale Reuben Kosgei lo segue come un'ombra. Barmasai è più indietro. I due si sbracciano, Kosgei è più deciso e riesce a stargli davanti e prevale sul rettilineo.

Tra i tre kenioti si infila Alì Ezzine, che supera Barmasai e vince il bronzo.
Per il Kenya è l'ennesima vittoria consecutiva da quando, nel 1968, partecipa alla gara; è anche la quarta doppietta consecutiva.

È stata la finale più lenta dal 1972.

## Risultati

### Turni eliminatori
| 3 Batterie | 27 settembre | 38 partenti    | Si qualificano i primi 4 + i 3 migliori tempi. |
| Finale     | 29 settembre | 15 concorrenti |                                                |

### Finale
| Primatista mondiale   | 7'55"72 | Bernard Barmasai | Presente |
| Primatista stagionale | 8'02"76 | Bernard Barmasai | Presente |

1. ↑  Record stabilito nel 1997.

Stadio Olimpico, venerdì 29 settembre, ore 19:25.
| Pos | Paese   | Atleta               | Tempo   |
| --- | ------- | -------------------- | ------- |
|     | Kenya   | Reuben Kosgei        | 8'21"43 |
|     | Kenya   | Wilson Boit Kipketer | 8'21"77 |
|     | Marocco | Ali Ezzine           | 8'22"15 |
| 4   | Kenya   | Bernard Barmasai     | 8'22"23 |
| 5   | Spagna  | Luis Martín          | 8'22"75 |
| 6   | Spagna  | Eliseo Martin        | 8'23"00 |
| 7   | Marocco | Brahim Boulami       | 8'24"32 |
| 8   | Austria | Guenther Weidlinger  | 8'26"70 |